# Bettye LaVette
Bettye LaVette, pseudonimo di Betty Jo Haskins (Muskegon, 29 gennaio 1946), è una cantante statunitense.

## Biografia
LaVette è cresciuta a Detroit, dove è stata scoperta dal produttore musicale Johnnie Mae Matthews. Nel 1962, all'età di 16 anni, registra con Matthews My Man - He's A Lovin' Man, che diventa un successo in tutti gli Stati Uniti, venendo poi mandata in tournée con Clyde McPhatter, Ben E. King, Barbara Lynn, Otis Redding e James Brown. Dopo altri singoli, nel 1972 LaVette registra il suo primo album, intitolato Child of the Seventies, che però non viene pubblicato.
Nonostante il grande successo sul palcoscenico, il successo discografico le sfugge. Si esibisce a Broadway per diversi anni e va in tournée con Cab Calloway. Nel 2000 la carriera di Bettye LaVette ha conosciuto un'inaspettata rinascita quando il collezionista francese di soul Gilles Petard ha pubblicato le registrazioni originali di Child of the Seventies con il titolo Souvenirs. A seguito di ciò, LaVette ottiene un nuovo contratto discografico e pubblica nuovi album, con un buon successo.

## Discografia

### Album in studio
- 1980 – Tell Me a Lie
- 1992 – Not Gonna Happen Twice
- 2003 – A Woman Like Me
- 2005 – I've Got My Own Hell to Raise
- 2007 – The Scene of the Crime
- 2009 – A Change is Gonna Come Sessions
- 2010 – Interpretations: The British Rock Songbook
- 2012 – Thankful N' Thoughtful
- 2015 – Worthy
- 2018 – Things Have Changed
- 2020 – Blackbirds
- 2023 - LaVette!